# N-Mix
N-Mix, svensk musikgrupp som tävlade i Melodifestivalen 1997 med balladen "Där en ängel hälsat på". Bidraget fick högsta poäng från jurygrupperna i Umeå, Växjö och Göteborg. Låten slutade på andraplats.
Frontperson i gruppen var Pernilla Emme, som hade skrivit festivalsbidraget tillsammans med Per Andréasson.
Samarbetet mellan Emme och Andréasson mynnade även ut i Pernillas soloskiva Lugnets land 1998.